# Editorial Cerbero
Editorial Cerbero es una editorial española especializada en ciencia ficción, fantasía y terror, fundada por el escritor Israel Alonso en San Fernando (Cádiz) en noviembre de 2016. La mayor parte de su catálogo está compuesto por novelas cortas en papel, en formato bolsilibro (14,8x10,5 cm.), término que la propia editorial utiliza frecuentemente para dejar claro su homenaje a las novelas de a duro que se popularizaron en España a mediados del siglo XX. El nombre del sello proviene del mítico can Cerbero, de la mitología griega, guardián de la puerta del Reino de Hades (el inframundo griego). El motivo de esta elección, según palabras del editor, es que el tipo de literatura que publican siempre ha sido denostada por el público generalista y tachada de "baja literatura", así que el símil con el guardián del infierno era relevante, en cuanto a custodio de lo que queda por debajo de todo. Además, la editorial publica esos tres géneros en exclusiva, uno por cada cabeza del mencionado animal mitológico.

## Colecciones
Jugando siempre con el número 3 asociado al nombre del sello, Editorial Cerbero ha tenido, desde su inicio, 3 colecciones principales de bolsilibros: 
- Colección Wyser, de ciencia ficción (56 títulos).
- Colección Argos, de fantasía (23 títulos).
- Colección Tíndalos, de terror (14 títulos).

Durante algún tiempo, el sello tuvo una colección especial de literatura específicamente juvenil llamada Colección Fang, que tuvo muy breve recorrido. En la actualidad, algunos títulos de Fang continúan en activo, pero en las reimpresiones se les ha ido eliminando el nombre de la colección. El motivo de esta decisión fue, sobre todo, por coherencia con las propias reglas no escritas de la editorial: tres colecciones de bolsilibros, una por cada cabeza de Cerbero.
Fuera de colección, Editorial Cerbero ha editado varios títulos que se escapan del concepto "bolsilibro", por sus dimensiones y por su formato de edición. Estas obras, que están fuera de colección, van desde antologías de relatos, tales como No son molinos (antología de cachava y boina), o novelas de fantasía como La Compañía Amable, de Rocío Vega, ambas en formato tapa dura (15x21cms.).
En la actualidad, los planes de la editorial pasan por crear 3 nuevas colecciones dentro de los géneros que trabaja, pero en un formato más grande, para contar otro tipo de historias en un tamaño más adecuado para ellas. En la actualidad han publicado ya el primer tomo de la Colección Gaspode, que recogerá libros de humor que se circunscriban a la ciencia ficción, la fantasía o el terror. Este primer título ha sido Las épicas e impensables crónicas de Eriborn van Frufrú, de Nacho Iribarnegaray (Vanfunfun). 
Todos los nombres de colecciones de este sello tienen nombres de perros de la literatura: Wyser es el nombre de un shar-pei de vida extendida dentro de la universo de ficción Exilium, creado por Nieves Delgado, Antonio G. Mesa, J. G. Mesa, Miguel Santander e Israel Alonso; Argos es el nombre del perro de Ulises en La Odisea, de Homero; Tíndalos es escogido como nombre de la colección de novelas cortas de terror por los perros de Tíndalos, aterradoras criaturas del universo de ficción de los mitos de Cthulhu. La extinta colección Fang hacía referencia al perro jabalinero mascota de Rubeus Hargrid en la saga de libros de Harry Potter. La reciente creada colección de novelas de humor lleva su nombre por Gaspode, el perro maravillas, personaje recurrente en las novelas de Mundodisco, de sir Terry Pratchett.

## Valores
Desde su nacimiento, Editorial Cerbero se ha autodenominado como una editorial eminentemente feminista que busca activamente publicar a autoras dentro del panorama de literatura de género español e internacional. Así mismo, y así lo demuestran sus obras publicadas, uno de los pilares fundamentales del sello, además del mencionado feminismo, es la inclusión de personajes no normativos y colectivos históricamente minorizados, y dar voz, de este modo, a personas y personajes que a lo largo de la historia han encontrado más dificultades para que se los escuchase. De este modo, las novelas de Editorial Cerbero, pretenden ser plurales, diversas y moverse dentro de unas narrativas que se alejan, en la medida de lo posible, de las narraciones tradicionales. 

## Premios
Varias obras de Editorial Cerbero han sido finalistas y/o ganadoras de algunos de los premios más importantes del panorama de género español:
- Los príncipes de madera, de Daniel Pérez Navarro. Premio Guillermo de Baskerville a mejor novela corta 2017.
- UNO, de Nieves Delgado. Premio Ignotus y Premio Guillermo de Baskerville a mejor novela corta 2018.
- 36, de Nieves Delgado. Premio Ignotus a mejor novela corta 2019.
- La última mujer de La Mancha, de Enerio Dima. Premio Ignotus a mejor novela corta 2020.
- Prácticas mágicas, de Nahikari Diosdado. Premio Ignotus a mejor libro infantil o juvenil 2020.
- Por una amiga, de Rocío Vega. Premio Ignotus a mejor cuento 2019.
- La Compañía Amable, de Rocío Vega. Premio Ignotus a mejor antología 2019.
- Cubierta de CloroFilia, de Cecilia G. F. Premio Ignotus a mejor ilustración 2018.
- Bionautas, de Cristina Jurado. Premio Ignotus a mejor novela 2019.